# Lista de prefeitos de Taquarussu
Esta é a lista de prefeitos do município de Taquarussu, estado brasileiro do Mato Grosso do Sul.
| Nº | Nome                                                                    | Imagem                | Partido                                          | Início do mandato       | Fim do mandato                           | Observações                              |
| 1  | Adelmo Pontes                                                           |                       | Partido Democrático Social PDS                   | 16 de junho de 1981     | 31 de janeiro de 1983                    | Prefeito nomeado pelo governo do estado. |
| 2  | Jesus Ferreira Neves (Caetité, 10.03.1939–)                             |                       | Partido Democrático Social PDS                   | 1° de fevereiro de 1983 | 31 de dezembro de 1988                   | Prefeito eleito em sufrágio universal.   |
| 3  | Francisco Modesto Sobrinho                                              |                       | Partido da Frente Liberal PFL                    | 1° de janeiro de 1989   | 31 de dezembro de 1992                   | Prefeito eleito em sufrágio universal.   |
| 4  | Edson Guagliano (Santo Anastácio, 04.11.1956–)                          |                       | Partido do Movimento Democrático Brasileiro PMDB | 1° de janeiro de 1993   | 31 de dezembro de 1996                   | Prefeito eleito em sufrágio universal.   |
| 5  | João Clóvis Crivelli (Santo Anastácio, 29.09.1955–)                     |                       | Partido da Social Democracia Brasileira PSDB     | 1° de janeiro de 1997   | 31 de dezembro de 2000                   | Prefeito eleito em sufrágio universal.   |
| 5  | João Clóvis Crivelli (Santo Anastácio, 29.09.1955–)                     | 1° de janeiro de 2001 | Partido da Social Democracia Brasileira PSDB     | 31 de dezembro de 2004  | Prefeito reeleito em sufrágio universal. |                                          |
| 6  | Genivaldo Medeiros dos Santos (Nossa Senhora das Dores, 19.01.1955–)    |                       | Partido Trabalhista Brasileiro PTB               | 1° de janeiro de 2005   | 31 de dezembro de 2008                   | Prefeito eleito em sufrágio universal.   |
| 7  | Verônica Ferreira Lima Dona Vera (Presidente Venceslau, 16.07.1958–)    |                       | Partido da República PR                          | 1° de janeiro de 2009   | 31 de dezembro de 2012                   | Prefeita eleita em sufrágio universal.   |
| 8  | Roberto Tavares Almeida, Roberto Nem (Nova Andradina, 29.12.1966–)      |                       | Partido da Social Democracia Brasileira PSDB     | 1° de janeiro de 2013   | 31 de dezembro de 2016                   | Prefeito eleito em sufrágio universal.   |
| 8  | Roberto Tavares Almeida, Roberto Nem (Nova Andradina, 29.12.1966–)      | 1° de janeiro de 2017 | Partido da Social Democracia Brasileira PSDB     | 31 de dezembro de 2020  | Prefeito reeleito em sufrágio universal. |                                          |
| 9  | Clóvis José do Nascimento, Clóvis do Banco (Fátima do Sul, 10.05.1966–) |                       | Partido da Social Democracia Brasileira PSDB     | 1° de janeiro de 2021   | 31 de dezembro de 2024                   | Prefeito eleito em sufrágio universal.   |
| 9  | Clóvis José do Nascimento, Clóvis do Banco (Fátima do Sul, 10.05.1966–) | 1° de janeiro de 2025 | Partido da Social Democracia Brasileira PSDB     | Atualidade              | Prefeito reeleito em sufrágio universal. |                                          |